# Sisyrinchium septentrionale
Sisyrinchium septentrionale är en irisväxtart som beskrevs av Eugene Pintard Bicknell. Sisyrinchium septentrionale ingår i släktet gräsliljor, och familjen irisväxter. Inga underarter finns listade i Catalogue of Life.